# Hermann Brockhaus
Pour les articles homonymes, voir Brockhaus.
Hermann Brockhaus, né le 28 janvier 1806 à Amsterdam et mort le 5 janvier 1877 à Leipzig, est un fameux orientaliste allemand, spécialiste du sanscrit et du persan. Il était le fils de l'éditeur Friedrich Arnold Brockhaus, le frère d'Heinrich Brockhaus et le beau-frère du compositeur Wagner.

## Carrière
Brockhaus poursuit des études de sanscrit et de langues orientales aux universités de Leipzig, de Göttingen et de Bonn. Il a notamment pour professeur August Wilhelm von Schlegel, fondateur de l'indologie allemande. Brockhaus fréquente ensuite les bibliothèques de Paris, Copenhague, Londres et Oxford. Il passe quelques années en France, puis en Angleterre, puis s'installe à Dresde. Il est nommé en 1839 professeur extraordinaire de langues orientales à l'université d'Iéna, où il enseigne le sanscrit et le persan, à partir du semestre d'été 1840. Avec son collègue Stickel (de) qui enseigne les langues sémitiques, Brockhaus est le fondateur de la philologie orientale à l'université d'Iéna. En 1842, Brockhaus est nommé à l'université de Leipzig, où il reçoit en 1848 le titre de professeur ordinaire de langues indiennes et de littérature indienne et participe constamment à l'organisation interne de l'université, si bien qu'en 1872-1873, il en est nommé recteur. Il comptait parmi ses étudiants Friedrich Spiegel.

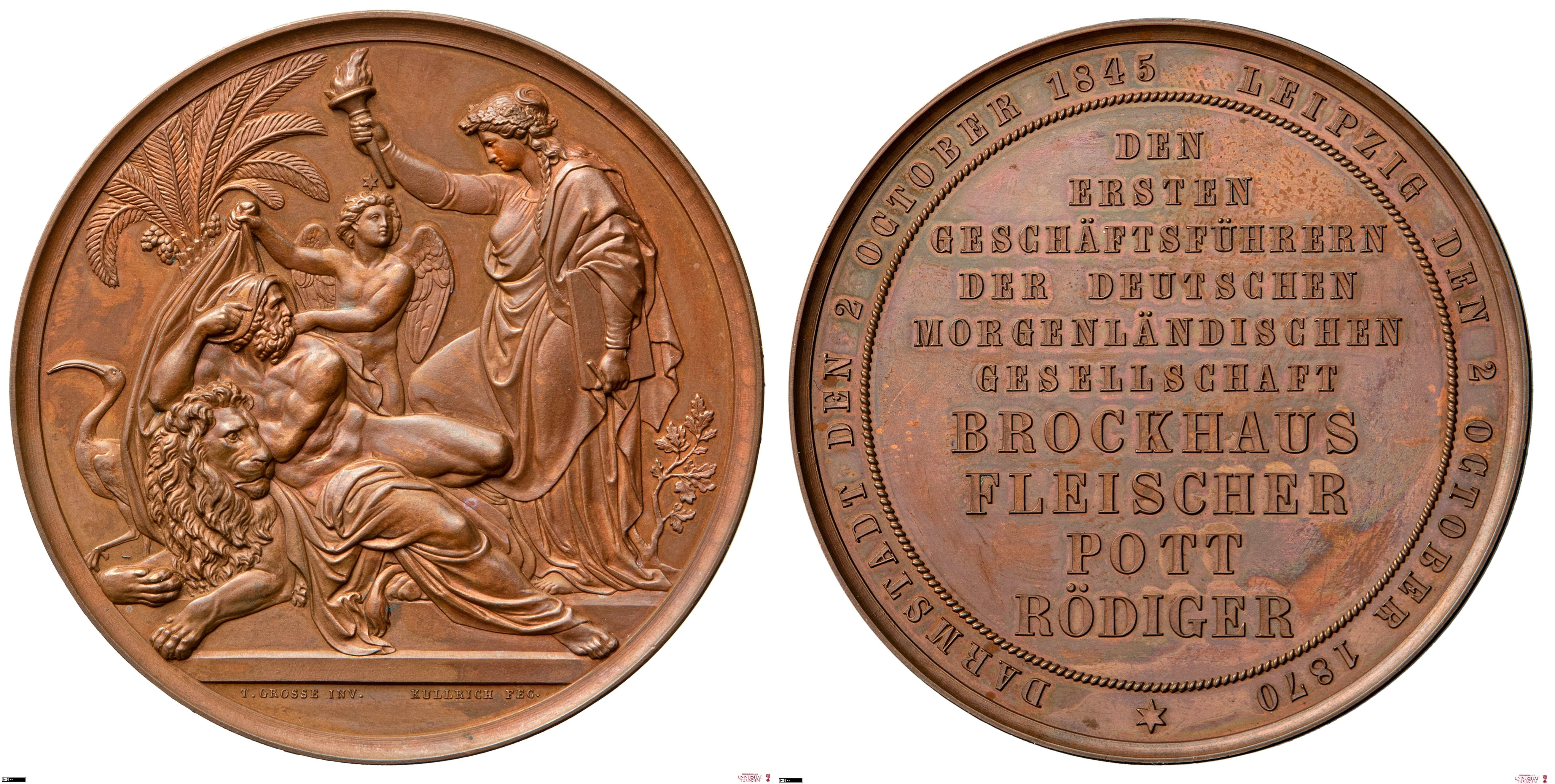
Médaille Brockhaus, Fleischer, Pott, Roediger 1870

Brockhaus donnait surtout des cours de sanscrit, mais enseignait aussi en deuxième plan le persan, l'avestique et le pali. Il est l'un des fondateurs, avec Fleischer, de la Société orientale allemande. Il y a une médaille pour Brockhaus (conjointement avec Fleischer, Pott et Emil Rödiger (de)) à l'occasion du 25e anniversaire de la Société orientale allemande

## Famille
Brockhaus se marie en 1836 avec Ottilia Wagner, sœur du compositeur Richard Wagner. Leur fils aîné, Clemens (1837-1877), devint théologien luthérien et enseigna à l'université de Leipzig comme son père. Le cadet, Friedrich (1838-1895), était professeur à l'université de Bâle, à l'université de Kiel, à l'université de Marburg et enfin à celle d'Iéna.

## Œuvre scientifique
Parmi les travaux les plus importants de Brockhaus, il fait noter la publication de l'Océan des rivières des contes (Kathâsaritsâgara) (1839-1866) de Somadeva. Il publie aussi des traductions critiques de poésie persane, comme celle du poète Hafez de Chiraz, fait paraître le Vendidad, ce qui lui permet d'étudier le zoroastrisme. Il publie aussi des traductions critiques du drame antique Prabodhatchandrodaya (1834-1845) (de Krishna Mishra), et de la littérature persane.  
Brockhaus pendant de nombreuses années à partir de 1853 est rédacteur du journal de la Société orientale allemande, Zeitschrift der Deutschen Morgenländischen Gesellschaft, dont il est à l'origine; et à partir de 1856, il contribue régulièrement à l'Allgemeine Encyklopädie Ersch-Gruber. Son Über den Druck sanskritischer Werke mit lateinischen Buchstaben rencontre un large écho.